# Émile Forget
Pour les articles homonymes, voir Forget.
Émile Eugène Forget né le 4 août 1872 à Antibes et mort dans cette ville le 7 janvier 1956 est un contre-amiral français. 

## Biographie
Forget est élève de l'école Polytechnique en 1893 et choisit la marine. Il devient aspirant le 1er octobre 1895. Il se retrouve à bord du cuirassé Neptune dès 1897.
Le 1er octobre de cette année-là, il est promu enseigne de vaisseau. Le 18 février 1898, il est second sur le torpilleur numéro 178, affecté à la défense mobile de la Corse. Dès 1900, il est affecté sur la canonnière Capricorne au Sénégal. Un an plus tard, il est réaffecté à Toulon.
En 1902, il devient officier-élève à l'école des officiers-torpilleurs et obtient le brevet avant d'être affecté à Saigon le 17 septembre de la même année, reconfirmé le 1er janvier 1904. Il est promu lieutenant de vaisseau le 16 mai 1905 et l'année suivante, il est affecté sur le Iéna, en escadre de Méditerranée. Le 15 janvier 1907, il est muté pendant 2 ans au commandement du sous-marin Castor à la 1re flottille de sous-marins de l'océan.
En 1909, il est sur le Démocratie aussi en Méditerranée. En 1910, il est fait chevalier de la Légion d'honneur. 
En 1911, il est réaffecté à Toulon et le 19 décembre de cette année-là, il passe au commandement du sous-marin Joule.
En 1913, il obtient le brevet de l'école supérieure de la Marine et l'année suivante, devient aide de camp du contre-amiral Pierre Darrieus, commandant de l'escadre d'instruction de Méditerranée sur le Suffren. 
En septembre 1915, le croiseur auxiliaire Indien qu'il commande est torpillé au large de Rhodes, ce qui lui vaut une citation à l'ordre de l'armée navale et l'obtention de la croix de Guerre. Il commande ensuite le Protet au large de Brindisi où il fait la chasse aux sous-marins.
Le 1er juillet 1917, commandant le torpilleur d'Iberville, il est promu capitaine de corvette. Le 6 juin 1919, il accède au grade de capitaine de frégate et obtient le titre d'officier de la Légion d'honneur peu après.
Dès 1921, il revient à Toulon et est promu capitaine de vaisseau. Il commande encore le Commandant-Bory et le Amiral-Serrès.
Forget est fait commandeur de la Légion d'honneur en 1928 et finit sa carrière par une promotion au grade de contre-amiral le 4 août de la même année.
Il publie en 1929 En patrouille à la mer dans la collection « Collection de mémoires, études et documents pour servir à l'histoire de la Guerre mondiale » chez Payot, avec une préface d'Auguste Thomazi.
Il est versé au cadre de réserve le 1er janvier 1932 et obtiendra encore le titre de grand officier de la Légion d'honneur en 1933. 
Il meurt à Antibes en 1956 à l'âge de 84 ans.

### Distinctions
- Légion d’honneur : Chevalier (29/12/1910), Officier (1920), Commandeur (30/06/1928), Grand-officier (13/05/1933)[1].